# Gromnik (gromada)
Gromnik – dawna gromada, czyli najmniejsza jednostka podziału terytorialnego Polskiej Rzeczypospolitej Ludowej w latach 1954–1972.
Gromady, z gromadzkimi radami narodowymi (GRN) jako organami władzy najniższego stopnia na wsi, funkcjonowały od reformy reorganizującej administrację wiejską przeprowadzonej jesienią 1954 do momentu ich zniesienia z dniem 1 stycznia 1973, tym samym wypierając organizację gminną w latach 1954–1972.
Gromadę Łapanów z siedzibą GRN w Gromniku utworzono – jako jedną z 8759 gromad na obszarze Polski – w powiecie tarnowskim w woj. krakowskim, na mocy uchwały nr 30/IV/54 WRN w Krakowie z dnia 6 października 1954. W skład jednostki weszły obszary dotychczasowych gromad Gromnik i Chojnik ze zniesionej gminy Gromnik w tymże powiecie. Dla gromady ustalono 26 członków gromadzkiej rady narodowej.
1 stycznia 1958 do gromady Gromnik przyłączono obszar zniesionej gromady Rzepiennik Marciszewski.
31 grudnia 1964 do gromady Gromnik przyłączono przysiółek Polichty ze wsi Brzozowa o powierzchni 383 ha, 14 a, 34 m² z gromady Siemiechów.
Gromada przetrwała do końca 1972 roku, czyli do kolejnej reformy gminnej. 1 stycznia 1973 reaktywowano gminę Gromnik.